# South Somerset
Il South Somerset è un distretto del Somerset, Inghilterra, Regno Unito, con sede a Yeovil.
Noto come distretto di Yeovil prima del 1985, esso fu creato con il Local Government Act 1972, il 1º aprile 1974 dalla fusione dei municipal borough di Chard e Yeovil col Distretto urbano di Crewkerne, il Distretto urbano di Ilminster, il Distretto rurale di Chard, il Distretto rurale di Langport, il Distretto rurale di Wincanton e il Distretto rurale di Yeovil.

## Parrocchie civili
| - Abbas and Templecombe - Alford - Aller - Ansford - Ash - Ashill - Babcary - Barrington - Barton St David - Barwick - Beercrocombe - Bratton Seymour - Brewham - Broadway - Bruton - Brympton - Buckland St Mary - Castle Cary - Chaffcombe - Chard ‘'(città)'’ - Charlton Horethorne - Charlton Mackrell - Charlton Musgrove - Chillington - Chilthorne Domer - Chilton Cantelo - Chiselborough - Closworth - Combe St Nicholas - Compton Dundon - Compton Pauncefoot & Blackford - Corton Denham - Crewkerne - Cricket St. Thomas - Cucklington - Cudworth - Curry Mallet - Curry Rivel - Dinnington - Donyatt - Dowlish Wake | - Drayton - East Chinnock - East Coker - Fivehead - Hambridge e Westport - Hardington Mandeville - Haselbury Plucknett - Henstridge - High Ham - Hinton St George - Holton - Horsington - Horton - Huish Episcopi - Ilchester - Ilminster - Ilton - Isle Abbots - Isle Brewers - Keinton Mandeville - Kingsbury Episcopi - Kingsdon - Kingstone - Kingweston - Knowle St Giles - Langport - Limington - Long Load - Long Sutton - Lopen - Lovington - Maperton - Marston Magna - Martock - Merriott - Milborne Port - Misterton - Montacute - Muchelney - Mudford - North Barrow | - North Cadbury - North Cheriton - North Perrott - Norton sub Hamdon - Odcombe - Penselwood - Pitcombe - Pitney - Puckington - Queen Camel - Rimpton - Seavington St Mary - Seavington St Michael - Shepton Beauchamp - Shepton Montague - Somerton - South Barrow - South Cadbury - South Petherton - Sparkford - Stocklinch - Stoke sub Hamdon - Stoke Trister - Tatworth and Forton - Tintinhull - Wambrook - Wayford - West Camel - West and Middle Chinnock - West Coker - West Crewkerne - Whitelackington - Whitestaunton - Wincanton - Winsham - Yarlington - Yeovil - Yeovilton - Yeovil Without |